# Rudolf Stein von Kaminski
Rudolf Wilhelm Stein von Kaminski (* 17. April 1818 in Berlin; † 29. Mai 1875 in Coburg) war ein preußischer Generalmajor.

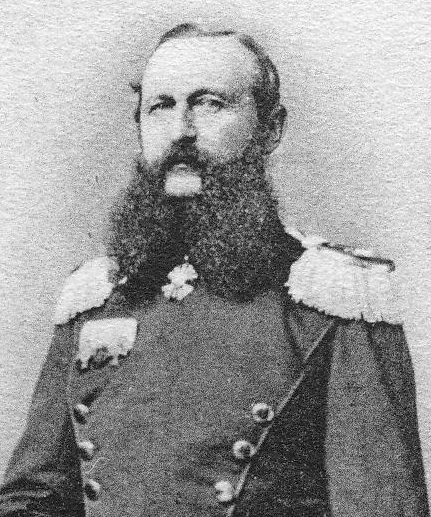
Rudolf Stein von Kaminski

## Leben

### Herkunft
Rudolf war ein Sohn des Generalleutnants Karl Stein von Kaminski (1789–1872) und dessen Ehefrau Maria Aurora, geborene Gordack (1793–1885). Der spätere preußische Generalleutnant Oskar Stein von Kaminski (1820–1894) war sein jüngerer Bruder.

### Militärkarriere
Kaminski besuchte das Kadettenhaus in Berlin und wurde anschließend Mitte August 1836 als Sekondeleutnant dem 2. Garde-Ulanen (Landwehr-)Regiment der Preußischen Armee überwiesen. Als Regimentsadjutant nahm er 1848 im Rahmen der Märzrevolution an der Niederschlagung der Berliner Barrikadenkämpfe teil. Im März 1849 wurde er als Adjutant zur 2. Garde-Kavallerie-Brigade kommandiert, avancierte im Mai desselben Jahres zum Premierleutnant und wurde am 10. November 1853 unter Entbindung von seinem Kommando zum Rittmeister befördert. Als solcher war er vom 14. Juni 1854 bis zum 13. Juni 1859 Chef der 1. Eskadron und stieg anschließend als Major zum etatmäßigen Stabsoffizier auf. Kaminski avancierte am 25. Juni 1864 zum Oberstleutnant und am 13. August 1864 beauftragte man ihn unter Stellung à la suite mit der Führung des Rheinischen Ulanen-Regiments Nr. 7 in Saarbrücken. Am 18. April 1865 folgte seine Ernennung zum Regimentskommandeur und sein Regimentschef, Großherzog Friedrich von Baden, verlieh ihm am 6. Juni 1865 das Kommandeurkreuz II. Klasse des Ordens vom Zähringer Löwen.
Kaminski führte sein Regiment 1866 während des Krieges gegen Österreich in den Schlachten bei Münchengrätz und Königgrätz. Für sein Verhalten mit dem Roten Adlerorden IV. Klasse mit Schwertern ausgezeichnet, wurde er nach dem Friedensschluss am 31. Dezember 1866 mit Patent vom 30. Oktober 1866 zum Oberst befördert. Mit der Erlaubnis zum Tragen der Armeeuniform wurde Kaminski am 5. März 1869 mit Pension zur Disposition gestellt.
Während des mobilen Verhältnisses anlässlich des Krieges gegen Frankreich wurde Kaminski 1870/71 wieder verwendet und fungierte als Etappeninspekteur des XI. Armee-Korps. Nach Beendigung des Krieges verlieh ihm König Wilhelm I. am 21. November 1871 den Charakter als Generalmajor.

### Familie
Kaminski verheiratete sich am 4. Oktober 1844 in Berlin mit Mathilde Wilhelmine Charlotte von Ostau (1822–1902). Die Ehe blieb kinderlos.